# Dionysios II de Constantinople
Dionysios II de Constantinople (en grec : Διονύσιος Β΄) fut patriarche de Constantinople de 1546 à 1554/1555.

## Biographie
Dionysios, métropolite de Nicomédie, est élu patriarche lors d'un synode, par seulement une partie des évêques et des clercs présents la veille du Dimanche des Rameaux le 17 avril 1546.
L'autre partie de l'assemblée ayant refusé de le reconnaître, il y eut un schisme au sein de l'Église de Constantinople. Grâce à la protection des Ottomans, il réussit à se maintenir. Bien que les bollandistes placent sa mort en 1555, Venance Grumel estime seulement qu'elle est intervenue après août 1554.